# Тавернье, Жан-Батист
Жан-Бати́ст Тавернье́ (фр. Jean-Baptiste Tavernier; 1605[…], Париж — 1689[…], Москва) — французский купец, державший в своих руках европейскую торговлю бриллиантами с Индией. По торговым делам совершил пять путешествий в Индию, преодолев более 240 000 километров.

## Биография
Родился в Париже в семье торговцев-протестантов из Антверпена. К 16 годам уже объехал по торговым делам прилегающие к Франции страны. Поступив на службу к имперскому наместнику Венгрии, юный Тавернье присутствовал при боевых действиях против турок. Затем состоял на службе у мантуанских герцогов из дома Гонзага.
В 1630 году задумал повидать Восток, для чего в компании трёх миссионеров отплыл в сторону Стамбула. Он проехал через Эрзрум и Баку к Исфахану, откуда через Багдад и Алеппо в 1633 году вернулся в Париж. По возвращении, вероятно, поступил на службу к Гастону Орлеанскому.

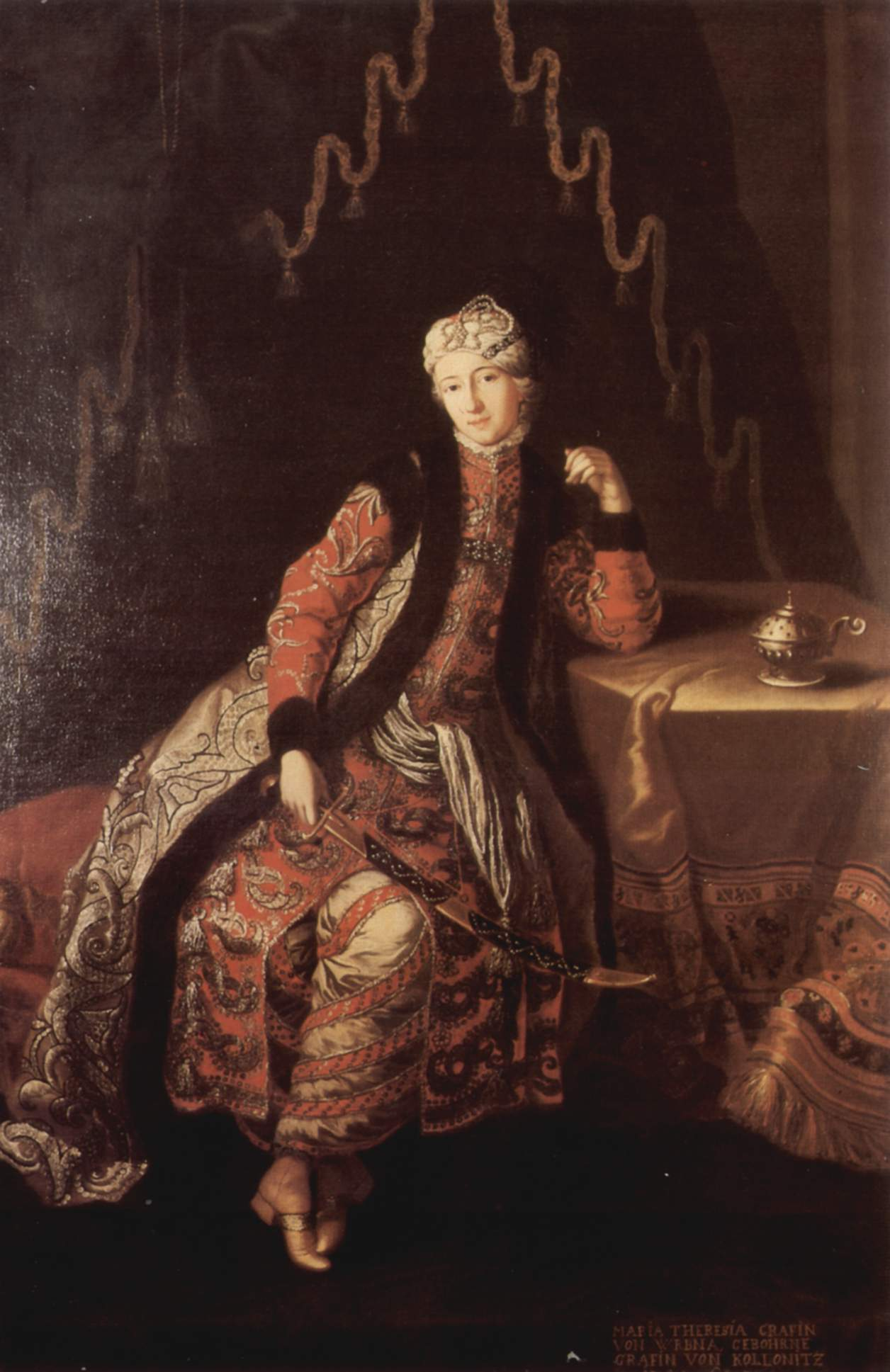
Тавернье в восточном платье. Портрет кисти Николя де Ларжильера

В сентябре 1638 года Тавернье вновь отправился на Восток. Достигнув Персии, он поехал далее на восток в Индию, где посетил двор Шах-Джахана в Агре и знаменитую своими алмазными копями Голконду. Тавернье скупал у местных князей бриллианты с тем, чтобы перепродать их со значительной прибылью в Европе. Именно он привёз в Европу знаменитый Французский голубой бриллиант.
Впоследствии он четырежды наведывался в Индию с целью скупки драгоценных камней: в 1651—1655, 1657—1662, 1664—1668 годах. Наиболее известно из этих путешествий второе, во время которого он достиг берегов Явы, а в Европу вернулся, обогнув мыс Доброй Надежды. Его торговыми партнёрами в этот период служили голландцы.
Торгово-посредническая деятельность Тавернье была весьма прибыльна. Он был представлен Людовику XIV, возведён в дворянский сан и на скопленные средства приобрёл титул барона. Женившись на дочери парижского ювелира, Тавернье отошёл от странствий и принялся за написание мемуаров, содержащих, помимо прочего, описания Японии и Вьетнама по воспоминаниям брата и других путешественников.
Всего Тавернье в течение сорока лет совершил шесть путешествий в Турцию, Персию и Индию (разными маршрутами через Москву и Кавказ), при этом он всегда делал подробные заметки о местных обычаях, особенностях религии, управления и торговли, обращая особое внимание на меры весов и денежное обращение. Эти записки являются ценным материалом по изучению истории и этнографии.
На закате жизни 83-летний торговец, по причинам, которые до сих пор вызывают споры историков, выехал из Парижа в Копенгаген, намереваясь оттуда проехать в Персию. Умер, проезжая через Москву, и, видимо, там же и был похоронен.

## Оцифрованные книги Тавернье

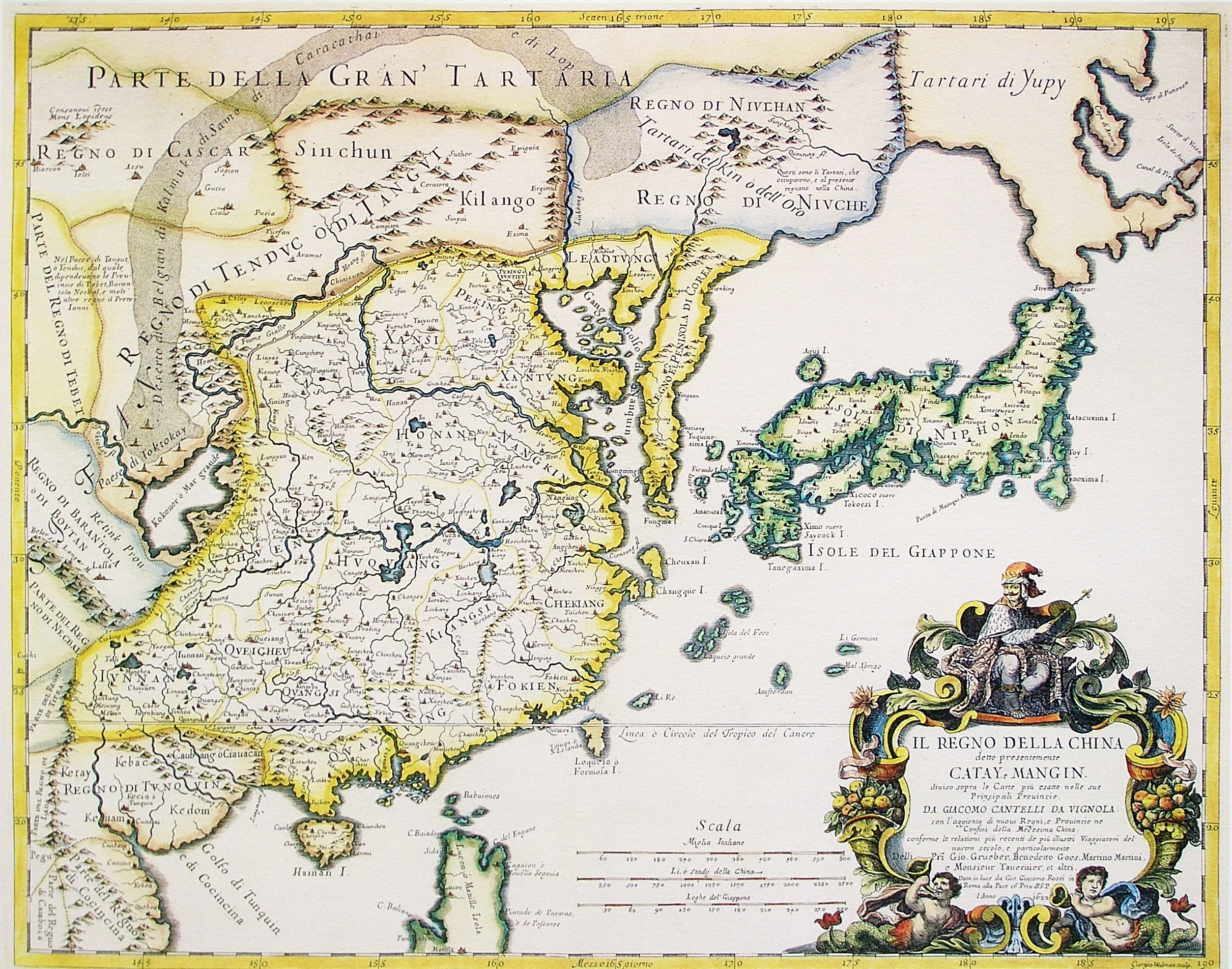
Итальянская карта 1682 года, ссылающаяся на Тавернье среди своих источников

- Les Six Voyages de Jean Baptiste Tavernier, écuyer baron d’Aubonne, qu’il a fait en Turquie, en Perse, et aux Indes, pendant l’espace de quarante ans, & par toutes les routes que l’on peut tenir : accompagnez d’observations particulieres sur la qualité, la religion, le gouvernement, les coutumes & le commerce de chaque païs; avec les figures, le poids, & la valeur de monnoyes qui y ont court, Gervais Clouzier, Paris, 1676 Texte en ligne 1 2 Illustrations en ligne 1 2
- Recueil de plusieurs relations et traitez singuliers et curieux de J.B. Tavernier, chevalier, baron d’Aubonne. Qui n’ont point esté mis dans ses six premiers voyages. Divisé en cinq parties. Avec la relation de l’intérieur du serrail du Grand Seigneur suivant la copie imprimée à Paris, Genève, Club des libraires de France, Le cercle du bibliophile, 1970. Texte en ligne Illustrations en ligne